# Plagiolepis mediorufa
Plagiolepis mediorufa é uma espécie de formiga do gênero Plagiolepis, pertencente à subfamília Formicinae.